# Delvauxiet
Het mineraal delvauxiet (soms aangeduid als borickiet) is een amorf gehydrateerd calcium-ijzer-fosfaat-sulfaat met de chemische formule CaFe4(PO4,SO4)2(OH)8 · (4-6)H2O. 

## Naamgeving
Het mineraal werd genoemd naar de Belgische scheikundige J.S.P.J. Delvaux de Feuffe (1782-1863), die het in 1838 voor het eerst onderzocht en beschreef.

## Voorkomen
Het mineraal werd voor het eerst gevonden in Berneau, in de Belgische provincie Luik. Een andere vindplaats is Nenačovice (Midden-Bohemen) in Tsjechië.